# Vi Thanh
Vị Thanh est une ville de la province de Hậu Giang dans le sud du Viêt Nam.
Elle est depuis 2003 la capitale de la province de HauGiang, dans la région du delta du Mékong. La population était de 96 000 en 2010, la superficie est de 118 km2. La ville est à 47 km de Cần Thơ.